# T-Systems
T-Systems és una multinacional alemanya de serveis informàtics i de consultoria fundada l'octubre de 2000 pertanyent al grup alemany Deutsche Telekom. Opera en 27 països (Alemanya, Argentina, Àustria, Bèlgica, Brasil, Canadà, Xina, Dinamarca, Eslovàquia, Espanya (T-Systems Iberia), Estats Units, França, Hongria, Itàlia, Japó, Malàisia, Mèxic, Països Baixos, Polònia, Portugal, Regne Unit, República Txeca, Singapur, Sud-àfrica, Suècia, Suïssa, Turquia) amb 55.000 empleats.